# Rhabdopygus fuscus
Rhabdopygus fuscus is een hooiwagen uit de familie Assamiidae.